# Similosodus ursulus
Similosodus ursulus är en skalbaggsart som först beskrevs av Francis Polkinghorne Pascoe 1866.  Similosodus ursulus ingår i släktet Similosodus och familjen långhorningar. Inga underarter finns listade i Catalogue of Life.